# 孔奕
孔奕（？—？），会稽山阴人，孔子二十四代孙，孔竺幼子，孔恬、孔冲之弟，官至全椒县令。孔奕明察超出常人，当时有人送酒给孔奕，才刚刚提酒入门，孔奕远远的就呵斥他说：“别人招待给我两罐子酒，怎么现在一罐不是酒？”打开酒罐一看，其中之一果然是水。有人问孔奕何以知晓，孔奕笑着回答说：“这是因为酒重而水轻，提酒的人两手有轻重的差异。”孔奕在任时有政绩和教化，他去世的时候，市民们就像失去了慈爱的母亲一样。有子孔伦（兒孫孔嚴）、孔群。